# Kakaalaneo
Kakaʻalaneo je bio kralj havajskog otoka Mauija (drevni Havaji). Njegova titula na havajskom glasi Aliʻi Nui o Maui.

## Životopis
Kakaʻalaneo je bio sin kralja Mauija Kaulaheje I. Majka mu je vrlo vjerojatno bila kraljica Kapohanaʻaupuni, ali to nije potpuno jasno iz raznih drevnih pojanja. Kapohanaʻaupuni je navodno bila poglavarica Hila na otoku Hawaiʻi.
Kakaʻalaneov je brat bio kralj Mauija Kakae. Oni su zajedno vladali tim otokom, a i otokom zvanim Lanai. Čini se da je višu titulu ili čast (Moʻi) imao Kakae, koji je možda bio psihički bolestan. Dvor Kakaea i Kakaʻalanea bio je u Lahaini. Kakaʻalaneo je dao posaditi stabla kruhovca (Artocarpus altilis) u Lahaini. Mjesto je postalo poznato po tim stablima.

## Obitelj i legenda
Kakaʻalaneo je oženio ženu zvanu Kanikaniaula, čiji su roditelji nepoznati. Ona je bila iz obitelji Kamauaua, potomak Hailija, čiji je brat bio kralj Molokaija Keoloewaakamauaua. Sin Kakaʻalanea i Kanikaniaule bio je princ Kaululaʻau.
Ovo su djeca Kaululaʻaua:
- Kuihiki
- Kuiwawau
- Kuiwawau-e
- Kukahaulani
- Kumakaʻakaʻa
- Ulamealani

Kakaʻalaneo je imao još jednu ženu, čije je ime bilo Kaualua. Njihov je sin bio princ Kaihiwalua. Njegov sin je bio princ Luaia, muž kraljice Kūkaniloko. Kakaʻalaneo je imao i kćer, princezu Wao, koja je dala iskopati kanal zvan Auwaiawao.
Postoji legenda o njegovu sinu Kaululaʻauu. On je protjeran s dvora svoga oca zbog nekih nepodopština na otok Lānaʻi. Sam Kaululaʻau postao je slavan jer je pobijedio duhove koji su nastanjivali taj otok.
Moguće je da je imao još jedno dijete, sina Kahekilija I., ali je isto tako moguće da mu je Kahekili bio nećak, sin Kakaea i kraljice Kapohauole.